# Bukowa Śląska (gromada)
Bukowa Śląska (od 31 XII 1961 Kamienna) – dawna gromada, czyli najmniejsza jednostka podziału terytorialnego Polskiej Rzeczypospolitej Ludowej w latach 1954–1972.
Gromady, z gromadzkimi radami narodowymi (GRN) jako organami władzy najniższego stopnia na wsi, funkcjonowały od reformy reorganizującej administrację wiejską przeprowadzonej jesienią 1954 do momentu ich zniesienia z dniem 1 stycznia 1973, tym samym wypierając organizację gminną w latach 1954–1972.
Gromadę Bukowa Śląska z siedzibą GRN w Bukowej Śląskiej utworzono – jako jedną z 8759 gromad na obszarze Polski – w powiecie namysłowskim w woj. opolskim, na mocy uchwały nr VII/23/54 WRN w Opolu z dnia 4 października 1954. W skład jednostki weszły obszary dotychczasowych gromad Baldwinowice, Bukowa Śląska, Igłowice i Michalice ze zniesionej gminy Michalice oraz gromada Woskowice Małe ze zniesionej gminy Strzelce w tymże powiecie. Dla gromady ustalono 13 członków gromadzkiej rady narodowej.
31 grudnia 1959 do gromady Bukowa Śląska włączono wsie Kamienna, Łączany i Rychnów ze zniesionej gromady Kamienna w tymże powiecie.
31 grudnia 1961 do gromady Bukowa Śląska włączono wieś Gręboszów z gromady Domaszowice w tymże powiecie, po czym gromadę Bukowa Śląska zniesiono, przenosząc siedzibę GRN z Bukowej Śląskiej do Kamiennej i zmieniając nazwę jednostki na gromada Kamienna.